# Zanzabornín
Zanzabornín (en asturiano y oficialmente San Zabornín) es un pueblo de la parroquia de Piedeloro, en el concejo de Carreño, en el Principado de Asturias, España, y ubicada entre esta parroquia y la de Cardo (Gozón). Las Fiestas de Santa María de Piedeloro, que se celebran en el mes de agosto, donde tiene lugar el prestigioso Concurso Exposición de Ganado que suma más de 35 ediciones.
Cuenta con una población de 48 habitantes (2014)
Zanzabornín, dispone de estación de tren, un apeadero ferroviario de vía estrecha, integrada en la línea 4 de Feve, que transcurre entre Cudillero y Gijón. Dispone también de bolera, incluida dentro del circuito de campeonatos de bolos batientes. 
Su nombre es una derivación de San Saturnino.